# 天主教柯枝教区
天主教柯枝教區 （拉丁語：Dioecesis Coccinensis）是羅馬天主教的一個教區，位於印度喀拉拉邦中部，受天主教韋拉博利總教區管轄。

## 歷史
教區成立於1588年2月4日，從果亞分出，是葡萄牙人在印度建立的第二個教區。1838年4月24日被併入韋拉博利宗座代牧區，1886年9月1日恢復。

## 現況
2006年有教友160,812名，佔轄區總人口百分之28.6。由130名司鐸名管理卅八個堂區。現任教區主教為若瑟‧卡里伊爾。